# I Califfi
I Califfi foi um grupo italiano de rock progressivo ativo durante a década de 1970.

## História
Um outro caso de um grupo com duas formações quase completamente diferentes que usaram o mesmo nome, i Califfi, de Florença, incluíram na primeira formação o futuro guitarrista do Area e Eletric Frankenstein, Paolo Tofani, e o baterista do Campo di Marte, Marcovecchio, e foram bastante conhecidos nos anos 1960 para depois se dissolverem no início da década sucessiva. A primeira formação realizou um álbum para a RiFi e 11 singles.
O grupo nascera em 1965 por iniciativa de Franco Boldrini, baixista desde 1963 de um grupo de suporte de Edoardo Vianello. Depois da primeira formação com o baterista Piero Barbetti, nasce a segunda que compreende Carlo Felice Marcovecchio, baterista, Marco Bracci, guitarrista, Giuseppe Maffei, teclados, e sucessivamente Michele Di Stefano que cria Ti giuro è così, cover dos Kinks, You really got me, com letras de Franco Boldrini. Em 1969, o elenco é enriquecido pela presença de Paolo Tofani, na guitarra, e Giacomo Romoli no órgão Hammond.
Graças às turnês junto a outros grupos do período como I Giganti, I Profeti, I Pooh, I Camaleonti, são notados por Giorgio Gaber, que os introduz na Rifi-Record, de Giovanni Ansoldi, para a qual criam Al mattino, em 1967, Fogli di quaderno, em disputa em Un disco per l'estate, de 1969, e Così ti amo, de 1968, cover de To love somebody, dos Bee Gees. Em 1970, participam do Cantagiro e do Festivalbar com Acqua e sapone. No ano sucessivo a Un disco per l'estate com Lolla bella mia. As músicas são todas escritas por Franco Boldrini.
O grupo foi reformado em 1972 pelo baixista Franco Boldrini, o único remanescente da formação original, conseguindo um novo contrato com a Fonit Cetra, que deu origem a um único LP. Em 1973, foi dissolvido por Boldrini por conta de graves razões familiares.
Fiore di metallo é um bom álbum de progressivo, com órgão e moog em evidência, ainda que as letras sejam um pouco ingênuas e muito próximas ao estilo típico dos anos do beat italiano. Algumas interessantes passagens de teclados, como na instrumental Varius ou na inicial Nel mio passato, são o ponto mais alto desse disco.

## Formação
1966-1971:
- Paolo Tofani (guitarra)
- Giacomo Romoli (teclados)
- Franco Boldrini (baixo)
- Carlo Felice Marcovecchio (bateria, voz)

1972-1973:
- Vincenzo Amadei (guitarra, voz)
- Sandro Cinotti (teclados)
- Franco Boldrini (baixo, voz)
- Maurizio Boldrini (bateria, voz)

## Discografia
- 1969: Così ti amo (Ri-Fi)
- 1973: Fiore di Metallo (Fonit Cetra)
- 1996: Così ti amo (On Sale Music, 52-OSM-004; reedição do álbum de 1969 con 9 bônus track)
- 2001: Tutto scorre Franco dei Califfi
- 2010: Percorsi dell'anima Franco dei Califfi (Klasse Uno record)